# Ireby and Uldale
Ireby and Uldale – civil parish w Anglii, w Kumbrii, w dystrykcie (unitary authority) Cumberland. W 2011 civil parish liczyła 458 mieszkańców.